# Phyllophaga nuda
Phyllophaga nuda är en skalbaggsart som beskrevs av Moser 1918. Phyllophaga nuda ingår i släktet Phyllophaga och familjen Melolonthidae. Inga underarter finns listade i Catalogue of Life.